# Hilde Krones
Hilde Krones, geborene Handl; (* 29. Juni 1910 in Wien; † 16. Dezember 1948 ebenda) war eine österreichische Politikerin (SPÖ). Krones war von 1945 bis 1948 Abgeordnete zum Nationalrat.

## Leben
Hilde Krones wurde als Tochter eines Bäckergehilfen und einer Hausfrau geboren und wuchs im Wiener Gemeindebezirk Ottakring auf. Hier besuchte sie auch die Volks- und Bürgerschule und absolvierte danach eine Handelsakademie. Krones war schon in jungen Jahren sozialdemokratisch gesinnt; zu einem ihrer Jugendfreunde zählte Paul Schärf, der Neffe des späteren österreichischen sozialdemokratischen Bundespräsidenten Adolf Schärf. Auch war sie Mitglied der Sozialistischen Arbeiterjugend (SAJ) sowie der Naturfreunde.
1930 wurde Krones Angestellte im Zentralverein kaufmännischer Angestellter, der sie bis 1934 angehörte. Während der Zeit des Austrofaschismus musste sie im Untergrund ihre sozialdemokratische Gesinnung leben und war Mitglied der Revolutionären Sozialisten. Während des NS-Regimes hatte Krones durch ihre Arbeit bei einem Unternehmen, das vom I.G. Farben-Konzern übernommen worden war, auch Zugang zu Medikamenten, die sie Widerstandsgruppen und Partisanen zukommen ließ. Als Redakteurin der illegalen Zeitschrift Die Wahrheit versuchte sie auch Öffentlichkeitsarbeit zu leisten, und den Menschen so die Schrecken der NS-Diktatur vor Augen zu führen.
Im April 1945 schlossen sich die Revolutionären Sozialisten mit der 1934 verbotenen Sozialdemokratischen Arbeiterpartei Deutschösterreichs zur Sozialistischen Partei Österreichs (SPÖ) zusammen. Im Dezember desselben Jahres wurde Krones als Abgeordnete der SPÖ in den Nationalrat gewählt. Doch in den kommenden Jahren kam es immer wieder zu Spannungen und Differenzen zwischen beiden Lagern der Sozialdemokraten. Oskar Helmer, damaliger Innenminister, warf den Revolutionären Sozialisten vor, während der NS-Zeit Kontakte zur Kommunistischen Partei Österreichs (KPÖ) unterhalten zu haben. Der Nationalratsabgeordnete Erwin Scharf wurde in weiterer Folge aus der Partei ausgeschlossen. Hilde Krones, die zu den Gründungsmitgliedern der Zeitschrift Kämpfer zählte, dem Blatt des Bundes sozialdemokratischer Freiheitskämpfer, Opfer des Faschismus und aktiver Antifaschisten, war auch Opfer von Helmers Diffamierungen.
Am Abend des 13. Dezember 1948 beging Krones aus Verzweiflung in ihrer Wiener Wohnung Suizid, in dem sie eine Überdosierung Schlaftabletten zu sich nahm. Als sie zwei Tage später gefunden wurde, war sie schon fast tot. Am 16. Dezember 1948 starb sie.